# Diadie Samassékou
Diadie Samassékou (ur. 11 stycznia 1996 w Bamako) – malijski piłkarz grający na pozycji pomocnika w hiszpańskim klubie Cádiz CF, do którego jest wypożyczony z niemieckiego TSG 1899 Hoffenheim oraz w reprezentacji Mali.

## Życiorys
Jest wychowankiem JMG Bamako. W latach 2013–2015 grał w AS Real Bamako. 17 sierpnia 2015 został piłkarzem austriackiego Red Bull Salzburg, po czym został wypożyczony do FC Liefering, jego klubu satelickiego. W Bundeslidze zadebiutował w barwach RB 30 lipca 2016 w zremisowanym 1:1 meczu z Wolfsbergerem AC. Grał w nim przez 65 minut, po czym został zmieniony przez Konrada Laimera. 15 sierpnia 2019 odszedł za 12 milionów euro do niemieckiego TSG 1899 Hoffenheim.
W reprezentacji Mali zadebiutował 29 czerwca 2014 w wygranym 3:1 spotkaniu z Chinami. Do gry wszedł w 69. minucie, zastępując Moussę Doumbię.